# Johann Anton Friedrich Baudri

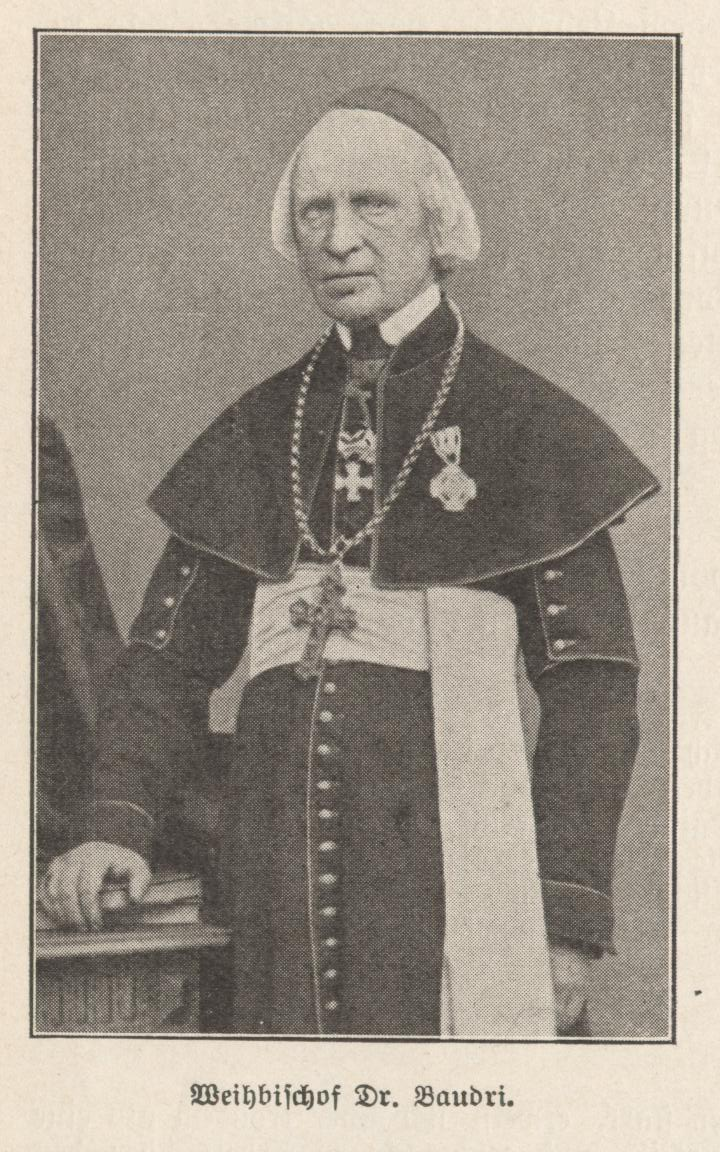
Weihbischof Johann Anton Friedrich Baudri, Ganzphoto

Weihbischof Johann Anton Friedrich Baudri

Johann Anton Friedrich Baudri (* 20. Februar 1804 in Elberfeld (heute zu Wuppertal); † 29. Juni 1893 in Köln) war Generalvikar des Erzbischofs von Köln und später Weihbischof in der Domstadt.

## Leben
Johann Anton Friedrich Baudri besuchte die Elementarschule und das Wilhelm-Dörpfeld-Gymnasium in Elberfeld, an dem er 1821 das Abitur ablegte. Er studierte Philosophie und Theologie an der Universität Bonn und absolvierte im Anschluss daran das Priesterseminar in Köln. Am 26. April 1827 empfing er in Köln die Priesterweihe. Er war Kaplan in Mülheim an der Ruhr, 1829 Pfarrverwalter und dann Pfarrer zu Lennep. Seit 1834 war er als Pfarrer in Barmen tätig, wurde er hier 1839 zugleich Dechant und Schulinspektor der katholischen Schulen des Dekanates. Dass Erzbischof Johannes von Geissel den eben 39 Jahre alten Baudri 1843 ins Kölner Domkapitel berief, wurde wegen dessen hervorragenden Rufs als sein „personalpolitisch glücklichster Griff“ bezeichnet. Zunächst war Baudri als Erzbischöflicher Sekretär und Canonicus a latere (Kanoniker an der Seite, ein seit dem Hochmittelalter überlieferter Titel vor allem für Priester, die den Bischof in Verwaltungs- und kirchenrechtlichen Angelegenheiten berieten) seit dem 1. September 1846 als Generalvikar tätig. 1849 erwirkte Geissel die Berufung Baudris zum Weihbischof.
Am 28. September 1849 wurde er von Papst Gregor XVI. zum Titularbischof von Arethusa und Weihbischof in Köln ernannt. Die Bischofsweihe spendete ihm am 25. Februar 1850 in Köln Erzbischof Geissel.
Der Erzbischof hätte ihn gerne als Dompropst an der Spitze des Domkapitels gesehen, doch widersetzte sich der König von Preußen, dem die Besetzung der Propstei zustand, diesem Wunsch. Stattdessen erhielt er 1853 das Domdekanat, die zweite Dignität des Kapitels, deren Nomination dem Erzbischof zustand. Geissel ließ ihn 1848 als Berater an der Würzburger Bischofskonferenz teilnehmen, wo dieser über das staatliche Plazet referierte. Seit 1849 Dr. theol. h. c. der Universität Bonn, wurde er zudem 1862 Präsident des Vereins vom Heiligen Grab. Im gleichen Jahr als Vertreter des Erzbischofs zum Ad-limina-Besuch nach Rom entsandt, wo er bereits seit 1857 die Würde eines päpstlichen Thronassistenten bekleidete, wollte ihn der Erzbischof möglicherweise als seinen Nachfolger empfehlen – Gerüchte, die bereits 1856 und 1863 in Umlauf waren. Faktisch stand er 1856 in Paderborn, 1864 in Köln und Trier, wie auch 1868 in Freiburg zur Wahl, wurde jedoch jedes Mal von den Landesregierungen abgelehnt, da er als Ultramontaner und Staatsgegner galt. In Köln versuchte eine ansehnliche Minderheit, seine Wahl zu vereiteln, was ihr ja auch gelang, doch konnte er am 13. September 1864 mit sieben von zwölf Stimmen zum Kapitularvikar gewählt werden. Mit dem Ausbruch des Kulturkampfes wurde am 28. Juni 1876 das Generalvikariat geschlossen, welches Baudri bis zu diesem Zeitpunkt immer noch innehatte. In den folgenden Jahren fungierte Baudri auch weiterhin als Weihbischof, aber nicht mehr als Generalvikar. Alter und Krankheit zwangen ihn, dieses Amt 1889 aufzugeben, in dem ihm Antonius Fischer, der nachmalige Erzbischof, folgte.
Am 8. September 1865 wurde er in Jerusalem durch den Patriarchen von Jerusalem, Giuseppe Valerga, zum Ritter des Ritterordens vom Heiligen Grab geschlagen.

## Wirkung
Baudri galt als Sprachrohr des autoritär regierenden Erzbischofs Johannes von Geissel; dadurch wurde er in die Parteiungen des kölnischen Klerus hineingezogen. Seine anonyme Streitschrift gegen den Düsseldorfer Pfarrer Anton Joseph Binterim war ungerecht und diffamierend. Auch in den Verwicklungen der Wahlangelegenheiten nach dem Tode des Erzbischofs Geissel hat Baudri sich durch die anfechtbaren Methoden der Minderheit zu umstrittenen Reaktionen hinreißen lassen. Eigene Initiativen zeigte Baudri in der Förderung der kirchlichen Kunst, wobei er jedoch die mittelalterliche Kunst verabsolutierte und die Neugotik betonte. Auch der Verein für christliche Kunst im Erzbistum Köln geht auf ihn zurück, ebenso das 1859 gegründete Museum für christliche Kunst in Köln. Seit den 1840er Jahren setzte er sich für die Schaffung einer katholischen Tagespresse ein und engagierte sich auch für den Borromäusverein. Baudri förderte die Bestrebungen seines Bruders Friedrich Baudri, der von 1851 bis 1864 das Organ für christliche Kunst herausgab.